# Voyage en Tziganie
 (avril 2013).
Le projet Voyage en Tziganie est né de la volonté de quelques personnes de faire découvrir les musiques tziganes, en proposant un panorama de cette culture et en invitant des groupes Européens.
Voyage en Tziganie fut créé en 2001 à Paris. Dans le cadre du Cirque d'Hiver, du Bataclan, du Trianon et bien d'autres salles à Paris, Voyage en Tziganie montre une programmation entre artistes établis et nouveaux talents des scènes française et européenne.

## Le Festival de musique tzigane 2000
La première manifestation de l’association se déroule sous la forme d’un festival de musique russe et tzigane.
- Jeudi 4 mai : Tzar, trio virtuose de balalaïka, guitare et contrebasse
- Jeudi 11 mai : Angelo Debarre, le maître du swing manouche
- Jeudi 18 mai : Dromensa, l’ivresse d’une voix tzigane en or
- Jeudi 27 mai : Tchaïka, l’émotion de la musique russe traditionnelle

## Le Festival de musique tzigane 2001
- Jeudi 10 mai 2001 : trio Tzar avec Bielka en guest star.
- Jeudi 17 mai 2001 : Quintet du Hot Club de Paris
- Jeudi 24 mai 2001 : O’Djila, en guest star : Douço
- Jeudi 31 mai 2001 : Tchaika

## Le Festival de musique tzigane 2002
La 3e édition du festival tzigane a eu lieu à la Scène à Paris, dans le quartier de la Bastille. Le but du festival était de faire découvrir, au fil des cinq semaines de concerts, différentes facettes des musiques Slaves et Tziganes. 
- Jeudi 2 mai 2002 : Opus 4 (Chants et Musique Tzigane). Opus 4 ressuscite les trésors du folklore russe, roumain et tzigane, avec quelques emprunts au jazz.
- Jeudi 9 mai 2002 : O’Djila (Tzigane des Balkans). Les mélodies d’O’Djila sont inspirées de racines yougoslaves, russes, arabes, manouches, voire hispaniques.
- Jeudi 16 mai 2002 : Moreno Trio guest-star Marina (Jazz Manouche Tzigane). Artiste chantant en langue manouche, il se montre pour l’occasion à la chanteuse tzigane, venu de Russie, Marina.
- Jeudi 23 mai 2002 : Nuits de princes (musique russe tzigane).
- Jeudi 30 mai 2002 : Arbat (musiques tziganes russes et d'Europe de l'Est). À dominante tzigano-russe leur répertoire s’inspire des folklores hongrois, roumains, yougoslaves.

## Le Festival de musique tzigane 2003
Dans le cadre de la manifestation « Un été russe à Montmartre » organisé à l’occasion du tricentenaire de la fondation de Saint-Pétersbourg, Tzig’Art, producteur de musique tzigane, a organisé la quatrième édition du festival de musique tzigane. Ce festival s'est déroulé au Trianon du 12 juin au 10 juillet 2003.
Organisée par l’association Kalinka, la manifestation « Un été russe à Montmartre » est un festival culturel qui comprend :
- une exposition temporaire d’artistes de Saint-Pétersbourg à Paris du début du XXe siècle ;
- une rétrospective du cinéma russe ;
- un festival de musique tzigane.

Concernant la partie musicale, cette série de concerts a pour but de réunir les diverses influences du monde slave et les différentes tendances de la musique tzigane, à travers les groupes suivants :
- Les Yeux noirs, world music des pays de l’Est, le 12 juin
- Bratsch, quintet de l’Est, le jeudi 19 juin
- Opus 4 et Arbat, tzigane russe et jazz manouche, le vendredi 27 juin
- O’Djila et Slonovski Bal, tziganes des Balkans, le jeudi 3 juillet
- Urs Karpatz, fusion tzigane, le jeudi 10 juillet

## Le Festival de musique tzigane 2004
Six groupes se sont succédé sur la scène du Cirque d'Hiver : Bratsch, Les Yeux Noirs, Taraf de Haidouks et Urs Karpatz étaient présents. Tzig’Art s'était associé à Médecins du monde. Tous les bénéfices du festival ont été reversés à Médecins du monde. 

### Programmation 2004
- Jeudi 10 juin
  - Urs Karpatz : un groupe de musique tzigane polyphonique et poly-instrumentiste.
  - Les Yeux Noirs
- Vendredi 11 juin
  - Arbat : mélodies tziganes
  - Bratsch : quintette de musique Tzigane
- Samedi 12 juin
  - O’Djila
  - Taraf de Haïdouks